# 2010年バンクーバーオリンピックのポーランド選手団
2010年バンクーバーオリンピックのポーランド選手団（2010ねんバンクーバーオリンピックのポーランドせんしゅだん）は、2010年2月12日から2月28日までカナダのブリティッシュコロンビア州バンクーバー市で開催された2010年バンクーバーオリンピックのポーランド選手団、およびその競技結果。

## 概要
今大会は金メダル1個、銀メダル3個、銅メダル2個、計6個のメダルを獲得した。

## メダル
| メダル | 選手名                                                                   | 競技                   | 種目               |
| ------ | ------------------------------------------------------------------------ | ---------------------- | ------------------ |
| 金     | ユスチナ・コヴァルチック                                                 | クロスカントリースキー | 女子30kmクラシカル |
| 銀     | ユスチナ・コヴァルチック                                                 | クロスカントリースキー | 女子スプリント     |
| 銀     | アダム・マリシュ                                                         | スキージャンプ         | 男子ノーマルヒル   |
| 銀     | アダム・マリシュ                                                         | スキージャンプ         | 男子ラージヒル     |
| 銅     | ユスチナ・コヴァルチック                                                 | クロスカントリースキー | 女子15kmパシュート |
| 銅     | カタジナ・バフレダ＝クルス カタジナ・ボズニアク ルイザ・ズウォトコフスカ | スピードスケート       | 女子団体パシュート |